# Paratoxopoda rufiventris
Paratoxopoda rufiventris är en tvåvingeart som beskrevs av Ozerov 1996. Paratoxopoda rufiventris ingår i släktet Paratoxopoda och familjen svängflugor.
Artens utbredningsområde är Gabon. Inga underarter finns listade i Catalogue of Life.